# عبد الرسول الخالصي
عبد الرسول الخالصي هو محام وسياسي عراقي شغل مناصب وزارية خلال العهد الملكي في العراق، وُلد بمحلة التل في الكاظمية أواخر شهر ذي الحجة سنة 1326ه الموافق أوائل سنة 1909م.
توفي عام 1985.

## نسبه وعائلته
هو عبد الرسول بن الشيخ أسد الله بن الشيخ محمد علي بن الشيخ عزيز بن الشيخ حسين الخالصي، وأمه بنت السيد جعفر بن السيد محمد بن السيد حسن بن السيد محسن الأعرجي. وتوفي والده (وهو من العلماء الأعلام) وهو في الثانية من عمره، فرعاه عمّه الشيخ عباس الخالصي.
يذكر عبد الرسول الخالصي قائلا: «عندما ذهبت لدخول المدرسة الثانوية رآني المدير وأنا لابس جبة وعمامة. قال: يا ولدي الأوامر تقول لا يجوز دخول المدرسة بالدشداشة والطاقية أو الجبة والعمامة. عليك أن تأتي بالسترة وبنطلون. خرجت من المدرسة. ولكن أمي جاءت بي في اليوم التالي وقالت للمدير إنها لم تلد لزوجها أي ولد. ونذرت للرحمن إذا أكرمها بولد فستكرسه لخدمة الدين. وحقق لها الخالق نذرها فولدتني وسمتني عبد الرسول وألبستني الجبة والعمامة. قالت للمدير: لن أحنث بقسمي. إذا شئتم قبوله في المدرسة بهذا الزي فالشكر لكم. وإلا فسآخذه للملا وينحرم من التعليم. نظر المدير في وجهها وقال: عذرك مقبول. سأتحمل المسؤولية وأسمح له. وكان هذا المدير ناجي القشطيني.»
بعد أشهر جاء المفتش الإنجليزي ولاحظ هذا الصبي المعمم بين الطلبة. قال: هذا خلاف التعليمات. فشرح له الأستاذ ناجي موضوعه. وعلى نفس الغرار احترم الإنجليزي قرار المدير واستمر التلميذ في الدراسة. تخرج في الثانوية ثم كلية الحقوق واستبدل بجبة الدين جبة المحامين وتدرج حتى أصبح وزيرا للعدل. ولم ينس كما ينسى الآخرون فضل الناس عليه فحقق لابن ذلك المدير حلمه في أن يتربع على كرسي القضاء.

## نشاطاته وجهوده
شغل مناصب وزارية وإدارية ونيابية مختلفة. كما شغل منصب متصرف (محافظ) لواء كربلاء، وفي عامي 1948 و 1949، اعتنى بإعادة إعمار العتبة الحسينية في كربلاء.
كما ساهم في إحداث شارع حول الصحن العلوي في النجف.
شغل منصب وزير العدلية وكذلك وزير المواصلات والأشغال العامة بالوكالة لفترة في وزارة نور الدين محمود (1952 - 1953) ثم تعاقب بمناصب وزارية في ثلاث حكومات متعاقبة، وهي منصب وزير الشؤون الاجتماعية في وزارة نوري السعيد الثالثة عشر ومنصب وزير العدلية في وزارتي علي جودت الأيوبي الثالثة وعبد الوهاب مرجان (1955-1958).
يرجع إليه الفضل في تشريع إلغاء البغاء والقضاء عليه في العراق، كذلك خطط الإنعاش الريفي والحد من سيل الهجرة من الريف إلى المدينة وكذلك قوانين الضمان والإعالة المسمى بقانون الضمان الاجتماعي ومشاريع الإسكان وتشييد العديد من الدور السكنية ومن إصلاحاته التي أثارت جدلا هي خطط إصلاح دور السينما والملاهي وقيامه شخصيا بدراسة نظام مراقبة السينما والملاهي.

## مؤلفاته
- مذكرات أحداث العراق الساخنة.[12]

كما أصدر جريدة العصر الحديث عام 1937 في بغداد.

## كتب عنه
- «عبد الرسول الخالصي: الوزير والنائب الأسبق: سيرة وذكريات من عهد الملكية الدستورية في العراق» للكاتب الأستاذ الدكتور عماد أحمد الجواهري[2][14]